# Brudhandskar
Brudhandskar bärs av bruden på bröllopsdagen. Handskarna vara vita. Om brudklänningen har halvlång ärm, brukar handskarna vara korta; lite längre handskar till klänning med kort eller ingen ärm. Vanligtvis bär man inte handskar till klänning med lång ärm. Vigselringen bärs inte utanpå handskarna.